# Le Diable amoureux (ballet)

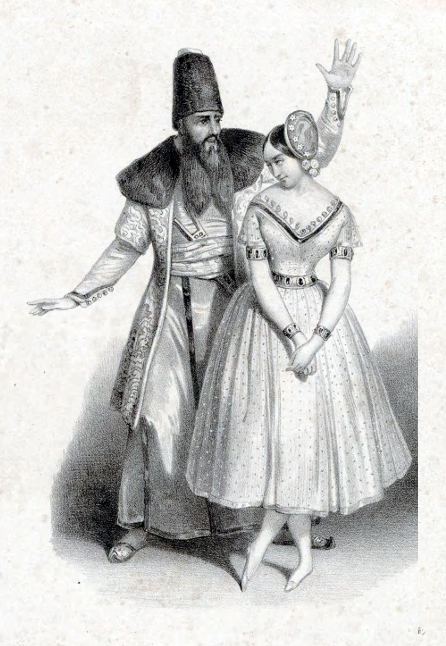
Pauline Leroux dans l'acte III du Diable Amoureux.

Le Diable amoureux (Satanella ou Amour et Enfer) est un ballet-pantomime en trois actes et huit tableaux chorégraphié par Joseph Mazilier sur une musique de Reber et Benoist.Le livret  de Saint-Georges est inspiré du roman de Jacques Cazotte écrit en 1772, intitulé Le Diable amoureux. La première a eu lieu à l'Académie royale de musique (Opéra de Paris) le 23 septembre 1840 avec Pauline Leroux dans le rôle d'Uriel, Joseph Mazilier dans le rôle de Frédéric et Louise Fitz-James dans celui de Lilia.

## Reprises

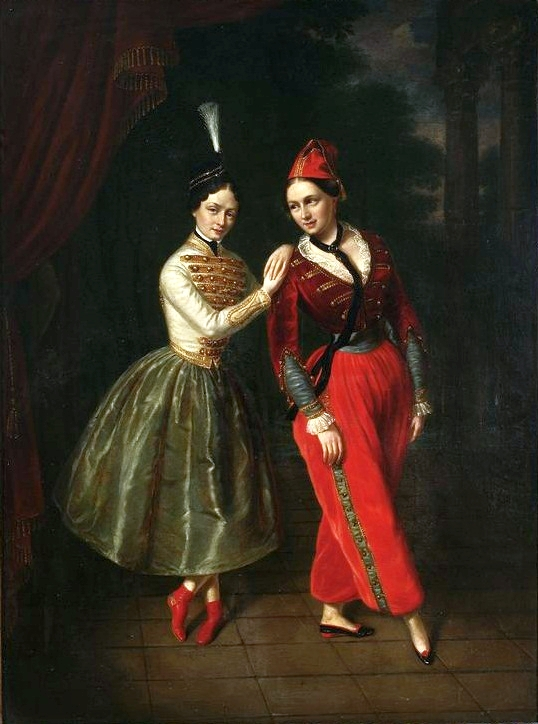
Les sœurs Strauss, Leila et Asmodée, 1853, par Jan Ksawery Kaniewski.

- Version revue par Marius Petipa et Jean-Antoine Petipa pour le ballet impérial de Saint-Pétersbourg sous le titre Satanella, avec une musique orchestrée et revue par Constantin Liadov. La première a lieu le 10/22 février 1848 au théâtre Bolchoï Kamenny avec Elena Andreïanova dans le rôle de Satanella et Marius Petipa dans celui du comte Fabio.
- Revue par Petipa pour le ballet impérial avec une musique additionnelle de Cesare Pugni. La première a lieu le 18/30 octobre 1866 au théâtre Bolchoï Kamenny avec Praskovia Lebedeva en Satanella et Lev Ivanov en comte Fabio.
- Revue par Petipa pour le ballet impérial avec musique additionnelle de Cesare Pugni. La première a lieu le 25 avril/7 mai 1868 au théâtre Bolchoï Kamenny avec Alexandra Verguina dans le rôle de Satanella et Lev Ivanov dans celui du comte Fabio.
- Revue par Ivan Tchlioustine et Nikolaï Domachov d'après Marius Petipa pour le ballet impérial. La première a lieu le 6/18 février 1897 au théâtre du Bolchoï à Moscou avec Lioubov Roslavleva dans le rôle principal.

## Le Carnaval de Venise: pas de deux deSatanella
En 1859, Marius Petipa crée un nouveau pas de deux pour la ballerine Amalia Ferraris. Ce pas de deux, composé par Cesare Pugni sur l'air Il Carnevale di Venezia (utilisé aussi par Paganini pour son célèbre morceau, Carnevale di Venezia (Op. 10) ), a été chorégraphié par Marius Petipa  et intitulé Le Carnaval de Venise .
Quand en 1868 Marius Petipa reprend le ballet pour la ballerine Alexandra Verguina, Le Carnaval de Venise a été introduit au troisième acte où il a été conservé pendant de nombreuses années. Le Carnaval de Venise est toujours dansé aujourd'hui et son pas de deux est un passage obligé du répertoire classique.